# Christine Bøe Jensen
Christine Bøe Jensen (Hammerfest, 3 de junho de 1975) é uma futebolista norueguesa, campeã olímpica.

## Carreira
Foi medalhista olímpica de ouro pela seleção de seu país em 2000.